# Pop (Italia)
Pop è stata un'emittente televisiva tematica gratuita italiana edita da Sony Pictures Entertainment Italia e rivolta principalmente a un target di bambini di età compresa tra i 6 e i 10 anni.

## Storia
Già presente nell'etere televisivo britannico e irlandese nella sua versione dal 2002, l'emittente subentra nel panorama televisivo italiano il 4 maggio 2017 in sostituzione di NekoTV che contestualmente termina le trasmissioni, e si posiziona alla medesima posizione LCN (45) del digitale terrestre. Pop inizia le trasmissioni alle 6:00 dello stesso giorno con un episodio della serie Power Rangers RPM.
Dal 24 luglio 2017 ad agosto dello stesso anno si è tenuto, nelle principali località italiane, Pop Invasion, tour che aveva come scopo far conoscere ai più piccoli i personaggi dei programmi mandati in onda, con attività di vario tipo.
Dal 6 novembre 2017 al 4 luglio 2019, è stato disponibile anche via satellite, gratuitamente, tramite la piattaforma Tivùsat.
L'11 luglio 2019, alla mezzanotte, il canale ha cessato definitivamente le trasmissioni insieme a Cine Sony, venendo sostituito da Boing Plus. Sul satellite, a differenza di quanto accaduto sul digitale terrestre, il canale continua a trasmettere dei filmati promozionali in loop fino alle 6:00 del mattino, ora in cui una schermata azzurra sostituisce definitivamente le trasmissioni regolari.
Lo speaker ufficiale del canale è stato Marco De Domenico.
La raccolta pubblicitaria del canale è stata affidata a Viacom International Media Networks Pubblicità & Brand Solutions.
Era disponibile anche su App per App Store, Amazon Appstore e Google Play.

## Programmazione
La programmazione dell'emittente prevedeva la messa in onda di cartoni animati e telefilm scelti appositamente per più piccoli con una fascia dai 6 ai 10 anni, tra le serie televisive previste per la messa in onda, ne furono trasmesse alcune in prima visione sul territorio italiano, come Power Rangers Ninja Steel, Charlie è tardi, Gli Abissi, Kuu Kuu Harajuku, I Tecnoinsetti, Wild Kratts e Just Kidding.

### Palinsesto
- Angry Birds
- Breadwinners - Anatre fuori di testa
- Charlie è tardi (stagione 1)
- Codice Angelo (stagione 2)
- Deadly 60
- Gatto contraffatto
- Gli Abissi (stagioni 1-2)
- Glitter Force (ep. 1-20)
- I 3 Amigonauti
- I pinguini di Madagascar
- I Tecnoinsetti
- Just Kidding (stagione 2-4)
- Kuu Kuu Harajuku (stagione 1)
- La Banda dei Super Cattivi
- Larva
- Maiale Capra Banana Grillo
- Pokémon (stagioni 14-16)
- Power Rangers Ninja Steel e Super Ninja Steel
- Power Rangers RPM
- Power Rangers Operation Overdrive
- Power Rangers Jungle Fury
- Teenage Mutant Ninja Turtles - Tartarughe Ninja (stagioni 1-2-3-4)
- The Bagel and Becky Show
- Totally Spies (stagioni 1-4)
- Transformers: Prime (stagioni 1-2)
- Transformers: Rescue Bots
- Wild Kratts (stagioni 1-3)

### Contenitori
- Pop Art: contenitore che mostrava come disegnare i personaggi delle serie in onda sull'emittente.
- POP Corn[9]: contenitore che trasmetteva film d'animazione.

## Ascolti

### Share 24h* di Pop
*Giorno medio mensile su target individui 4+
| Anno | Gen          | Feb          | Mar          | Apr          | Mag   | Giu   | Lug   | Ago    | Set    | Ott    | Nov    | Dic    | Media anno |
| ---- | ------------ | ------------ | ------------ | ------------ | ----- | ----- | ----- | ------ | ------ | ------ | ------ | ------ | ---------- |
| 2017 | non presente | non presente | non presente | non presente | NR    | NR    | NR    | NR     | NR     | NR     | 0,14%  | 0,17%  | NR         |
| 2018 | 0,17%        | 0,15%        | 0,16%        | 0,18%        | 0,19% | 0,20% | 0,23% | 0,23%  | 0,24%  | 0,19%  | 0,18%  | 0,18%  | 0,19%      |
| 2019 | 0,17%        | 0,19%        | 0,17%        | 0,17%        | 0,15% | 0,19% | NR    | chiuso | chiuso | chiuso | chiuso | chiuso | 0,17%      |

Legenda:
•NR = Non rilevato